# Deutsche Museums-Eisenbahn
Die Deutsche Museums-Eisenbahn GmbH (DME) war als Eisenbahnverkehrsunternehmen (EVU) und als Eisenbahninfrastrukturunternehmen (EIU) u. a. für die Sonderfahrten des Eisenbahnmuseum Darmstadt-Kranichstein und für den sicheren Betrieb der Bahnstrecke Darmstadt Ost–Bessunger Forsthaus und des Gleisanschlusses Eisenbahnmuseum Darmstadt-Kranichstein verantwortlich.
Die DME stellte zum 28. Februar 2015 den Betrieb ein. Die Insolvenz erfolgte am 8. April 2015 durch das Amtsgericht Darmstadt.
Die DME betrieb die Werkstatt im Eisenbahnmuseum und war für die Personalgestellung im Betriebsdienst zuständig.
Die DME kooperierte mit deutschlandweit tätigen Unternehmen, deren Fahrzeuge bei der DME eingestellt waren:
- Museumsbahn e. V.
- Dampf-Plus GmbH
- Deutsche Gesellschaft für Eisenbahngeschichte e. V. (DGEG)
- Gleiskraft GmbH